# Carlos Mejía Godoy
Carlos Arturo Mejía Godoy (1943- ) es un músico, compositor y cantautor nicaragüense, y uno de los principales representantes de la canción testimonial o nueva canción de su país.
Carlos Mejía Godoy creció en el seno de una familia relacionada con la música popular, el folclore y la cultura tradicional lo que le proporcionó una relación muy temprana con el mundo cultural y artístico de Nicaragua.
Tuvo una estrecha amistad con el guitarrista de la Camerata Bach y Los de Palacagüina, Pedro Miranda, y con el músico nicaragüense Silvio Linarte.[cita requerida]
Participó activamente en la Revolución Sandinista componiendo buena parte de las canciones asociadas a la misma y difundiendo la causa de la lucha contra la dictadura de Anastasio Somoza Debayle por el mundo. Tras el triunfo revolucionario, fue uno de los principales promotores culturales de los gobiernos sandinistas. Tras la pérdida del poder del FSLN en las elecciones de 1990, dejó el FSLN y se fue ubicando políticamente en posiciones distantes con este partido y el liderazgo ejercido por Daniel Ortega llegando a participar activamente en las protestas de 2018.

## Biografía
Carlos Mejía Godoy nació el 27 de junio de 1943 en Somoto, departamento de Madriz en Nicaragua. Es hijo de Carlos Mejía Fajardo, músico popular, y de María Elsa Godoy, maestra de escuela y artesana de pan. Su hermano Luis Enrique Mejía Godoy, dos años menor que él, es también un músico.
En 1954 abandonó su ciudad natal y continuó sus estudios de primaria y bachillerato hasta comenzar la universidad ya en los años 1960, donde comenzó a realizar colaboraciones de locutor de radio, actor y libretista. Su relación con la radio se mantendría entrada la década de los años 1970, destacando como actor y creador de programas radiales de tipo satírico. Fue en esta época en la que llega a desarrollar sus primeras obras musicales.

### Alforja campesina
En ese periodo comienza a destacar con su obra "Alforja Campesina" que fue interpretada por el trío "Los Madrigales". Junto con el trío "Los Bisturices Armónicos" se dedica a la investigación y estudio del folclor nicaragüense recogiendo y divulgando viejas canciones campesinas. Son de esos años las canciones de contenido social por la que se apuntaba ya su simpatía por el movimiento revolucionario del Frente Sandinista de Liberación Nacional (FSLN) y su integración en el movimiento estudiantil de la universidad. Canciones como «Yo no puedo callar», «Desde Siuna con amor», «Muchacha del FSLN» o «La tumba del guerrillero» son de esa época.

### Corporito
A finales de los años 60, incorporado en Radio Corporación de Managua, creó el personaje de "Corporito", que como él mismo reconoce, le permitió descubrirse como comunicador, así lo describió en 1993: 

Cantaba todos los días una parodia, cambiando las letras a las canciones conocidas y adaptándola a algún problema político y social

### Taller de Sonido Popular
Después del terremoto de 1972, fundó el "Taller de Sonido Popular" junto con Humberto Quintanilla, Milcíades Poveda Herrera, Enrique Duarte, Silvio Linarte y Pablo Martínez Téllez (El Guadalupano) y se integró en el grupo "Gradas". Como integrante de las "Brigada de Salvación del Canto Nacional" siguió la senda del rescate de muchas piezas folclóricas nicaragüenses.

### Cantos a flor de pueblo
El primer disco sencillo se editó en 1973 con el título "Cantos de flor de pueblo" y estaba basado en el terremoto de Managua del año anterior. El disco fue muy bien acogido por el público y marcó una nueva etapa en el desarrollo y el fomento de la música vernácula de Nicaragua. A continuación publicaría "La calle de en medio".
El cantautor se reconoce por sus canciones relacionadas con el alma popular nicaragüense, en las que plasma los problemas de la vida cotidiana e incluso retrata el modo en el que habla los segmentos populares. Esto hace que canciones como "Terencio Acahualinca" o "Clodomiro el Ñajo" se vuelvan populares y lo identifiquen con el pueblo y sus esperanzas. La violencia del mundo rural queda reflejada en la pieza "Chinto Jiñocuago", el terremoto de Managua de 1972 da lugar a "Panchito Escombros", con "María de los guardias" o "La Tula Cuecho" muestra la problemática de la mujer, y con "Quincho Barrilete", tema ganador del Festival OTI de la Canción de 1977 interpretado por Eduardo "Guayo" González denuncia la situación que atraviesa la infancia en su país.
Junto a canciones claramente revolucionarias, de las que luego la Revolución Sandinista haría bandera, como "Las mujeres del Cuá", "La tumba del guerrillero", "Himno a la Unidad Sandinista" y "Nicaragua, Nicaragüita"; crea el álbum "La Misa Campesina Nicaragüense" donde Ernesto Cardenal le brinda un especial apoyo. En este trabajo refleja el espíritu de la Iglesia Popular Latinoamericana en su activa opción por los pobres. La canción "Cristo de Palacagüina" incluida en este álbum se volvió muy popular, tanto la interpretada por él y su grupo, como la versión de Elsa Baeza.

### España

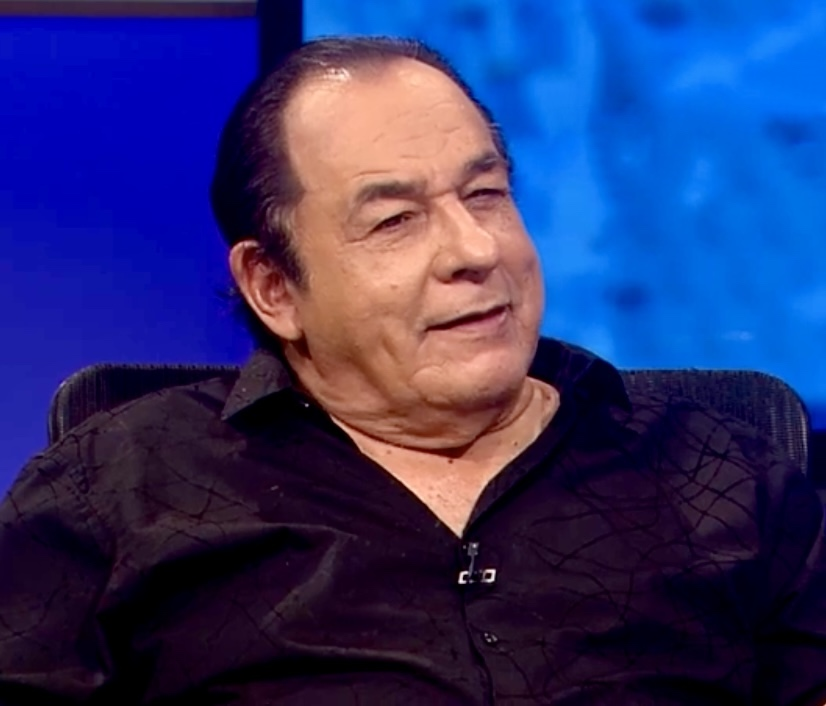
Carlos Mejía Godoy en 2019

Carlos Mejía Godoy comienza un proceso de proyección internacional. Con el grupo "Los de Palacagüina" realiza una gira internacional recorriendo Europa y América. De la mano del sacerdote alavés Victoriano Arizti, al cual dedican su canción "La viejecita de Mozambique", recala una amplia temporada en España donde asume el papel de embajador de la lucha de Nicaragua por su libertad, dando a conocer y extendiendo las canciones populares nicaragüenses.
La primera colaboración de Mejía Godoy en España fue la canción "María de los Guardias", que se incluyó en el álbum de Massiel "Carabina 30-30" en 1976. y fue en este país donde edita el disco "El son nuestro de cada día". 
En 1977, su tema "Quincho Barrilete" gana el Festival de la OTI que se celebró en Madrid interpretado por Eduardo "Guayo" González. 
El presidente Anastasio Somoza Debayle intentó en vano, a través de intermediarios, comprar los derechos de la canción. La canción era de crítica social y de esperanza.
También "El Credo", perteneciente a la Misa Campesina, alcanzó los primeros puestos en las listas de éxitos en la voz de Elsa Baeza.

### Son tus perjúmenes mujer
En ese mismo año, la canción "Son tus perjúmenes mujer" logra entrar en la lista de los más exitosos temas de España. Esta pieza es algo atípico en su trayectoria, pues es una canción con un cierto contenido sensual que se aleja de su temática tradicional de contenido social.
Es una canción popular con influencias de las tonadas mexicanas, Carlos Mejía Godoy la popularizó internacionalmente y está inscrita a su nombre en la Sociedad General de Autores y Editores, pero Mejía Godoy siempre ha reconocido que fue en Tonalá del departamento de Chinandega quien aportó el legado de esta canción recopilada por el nicaragüense Wilfredo Álvarez Rodríguez (1934-2012) del trío "Los Bisturices Armónicos", quien realizaba su servicio social como médico en esa localidad. Un detalle interesante, la escuchó de boca de un menor de edad que tenía problemas mentales. Nunca supo quien la escribió. Ellos titularon la melodía como “Son tus perjúmenes mujer” y la incluyeron en su primer disco en 1973.

### Cantor de la Revolución
Su relación activa con el Frente Sandinista de Liberación Nacional se evidencia en 1978 con la composición de muchas canciones que exaltan la lucha revolucionaria. De hecho su himno, "Himno a la Unidad Sandinista", es muestra de ello.
En el año 1979, tras el triunfo de la Revolución Sandinista, regresa a Nicaragua y ocupa un escaño como representante de los artistas en el Consejo de Estado.

### Época Sandinista
Durante el gobierno sandinista participa activamente en la política de Nicaragua como diputado y responsable de la política cultural. Viaja por América, incluido Estados Unidos, y también por Japón donde graba un disco con sus mejores canciones.
Sergio Ramírez Mercado decía en 1982 

Yo no sé cuánto debe la Revolución a las canciones de Carlos Mejía Godoy, que lograron organizar un sentimiento colectivo del pueblo, extrayendo sus temas y sus acordes de lo más hondo de nuestras raíces y preparando ese sentimiento para la lucha.

 Y si ello fue decisivo en el período de lucha, también lo fue en el período de gobierno, donde Carlos fue el dinamizador cultural de la Nicaragua rojinegra, con una aportación importantísima que sumada a otros músicos e intelectuales lograron un movimiento cultural sin parangón en la historia del país centroamericano.
De esta época son sus canciones para la Cruzada Nacional de Alfabetización y el "Canto épico al FSLN" y junto con Los de Palacagüina, "Monimbó". Canciones como "Alforja Campesina", "Nicaragua Nicaragüita", "La Viejita de Mozambique", "Panchito Escombros", "La Tula Cuecho" o la "Leona de Tiempo Completo" marcarían una época.

### Después de 1990
Tras el periodo revolucionario, Carlos Mejía Godoy regresa a la radio y la televisión promoviendo la cultura popular de una forma integral.
En 1992 presentó su obra Cantos de cifar, inspirada en los poemas de Pablo Antonio Cuadra en el Teatro Nacional Rubén Darío de Managua.
El 13 de diciembre de 1993 se le rindió un homenaje en el Centro Cultural "Ruinas del Gran Hotel" en conmemoración de sus 30 años de vida artística. Ese mismo año funda con sus hermanos Luis Enrique y Francisco "Chico", más otros amigos, el primer café concierto de Nicaragua, "La Buena Nota", que se convirtió en un importante centro de la música nicaragüense. Allí trabajaría hasta mediados de 1998 cuando fundan "La casa de los Mejía Godoy", que abren en diciembre de ese año.
En 1996, con el programa El clan de la picardía que emite Televicentro Canal Dos y tiene difusión vía satélite a Estados Unidos, Canadá y Puerto Rico, recibe el premio La "Ceiba de Oro". Este programa de televisión se realiza en comunidades urbanas y rurales promoviendo el amplio espectro de la identidad nacional nicaragüense porque destacaba el talento artístico y las expresiones culturales propias de cada sitio visitado.
En 1997 los hermanos Mejía Godoy crean la Fundación Mejía Godoy, fundación sin ánimo de lucro para el desarrollo cultural desde donde realizan acciones de todo tipo, conciertos, grabaciones, programas de salud, antidroga y de lucha contra el SIDA. Hijo de esta fundación es La casona de los Mejía Godoy, centro de arte y cultura nicaragüense y un lugar de interés turístico.
En 1999 tanto Carlos como su hermano Luis fueron nombrados por la Universidad Nacional Agraria doctores honoris causa en desarrollo rural.[cita requerida]
En 2001 musicalizó el poema de Carlos Martínez Rivas "El Paraíso Recobrado" y en 2003 es nombrado, junto con su hermano Luís Enrique, "Campeón de la Salud" por la Organización Panamericana de la Salud (OPS). En el año 2005 musicaliza el poema de Ernesto Cardenal “Oración por Marylyn Monrroe” que teatralizaría luego.
Tras romper con el FSLN se presenta en 2006 por el Movimiento Renovador Sandinista como candidato a la vicepresidencia de Nicaragua junto a Edmundo Jarquín como candidato a la presidencia con el lema de campaña es "Yo soy el feo, señores. El feo que quiere una Nicaragua linda".
En el año 2007, producido por la Fundación Autor de SGAE, graba un disco como homenaje a sus 30 años de trabajo, en este disco participan entre otros, Joan Manuel Serrat, Ana Belén, Paloma San Basilio, José Luis Perales, Elsa Baeza y El Consorcio.
El 26 de junio de 2013 se le rindió un homenaje en el Teatro Nacional Rubén Darío en conmemoración de sus 70 años de edad y 45 de vida artística. El homenaje se repitió el 3 de julio del mismo año.
El 3 de agosto de 2018 el cantautor abandonó su país, declarando que su vida estaba en peligro en el marco de las protestas contra el Gobierno del presidente Daniel Ortega, de quien es crítico.

## Discografía

### Colectivos
- 1979: 9. Festival des politischen Liedes
- 1980: Zehnkampf - Festival des politischen Liedes 1970-1980
- 1983: 13. Festival des politischen Liedes

## Premios y distinciones
- Premio del Consejo Directivo de la Academia Latina de la Grabación, Premios Grammy Latinos, en 2016.[13]
- Miembro Honorario de la Academia Nicaragüense de la Lengua, incorporación en 2009.
- Reconocimiento de la Academia Nicaragüense de la Lengua, por sus valiosos aportes al habla popular 2005.
- Título de doctor honoris causa otorgado por la Universidad Nacional Agraria en 2003.
- Dedicación del X Festival de la Canción Universitaria 2003.
- Campeón de la Salud otorgado por la Organización Panamericana de la Salud en 2002.
- Premio "Ceiba de Oro" al Mejor Programa Cultural de Centroamérica 2002 por su programa TV "El clan de la picardía".
- Ciudadano del siglo por el "Banco del Café" en 2001.
- Nombrado Ciudadano del Siglo XX (1999).
- Orden de la Independencia Cultural "Rubén Darío" 1989.
- Premio ¡Bravo! 1979 a la Obra "Misa Campesina Nicaragüense" por la Conferencia Episcopal Española.
- Premio al Compositor Más Destacado en España 1978.
- Premio al Mejor Grupo de España 1978.
- Primer Lugar en Festival OTI de la Canción de 1977 en Madrid, España con Quincho Barrilete interpretada por Eduardo "Guayo" González.
- Segundo Lugar en Primer Festival de la Canción Centroamericana y del Caribe 1973 en Ciudad de Panamá, Panamá
- Primer Lugar en Primer Festival de la Canción Centroamericana 1970 en San José, Costa Rica con Yo no puedo callar interpretada por Cecilia Mitchel.[5]